# Synagoge (Beuern)

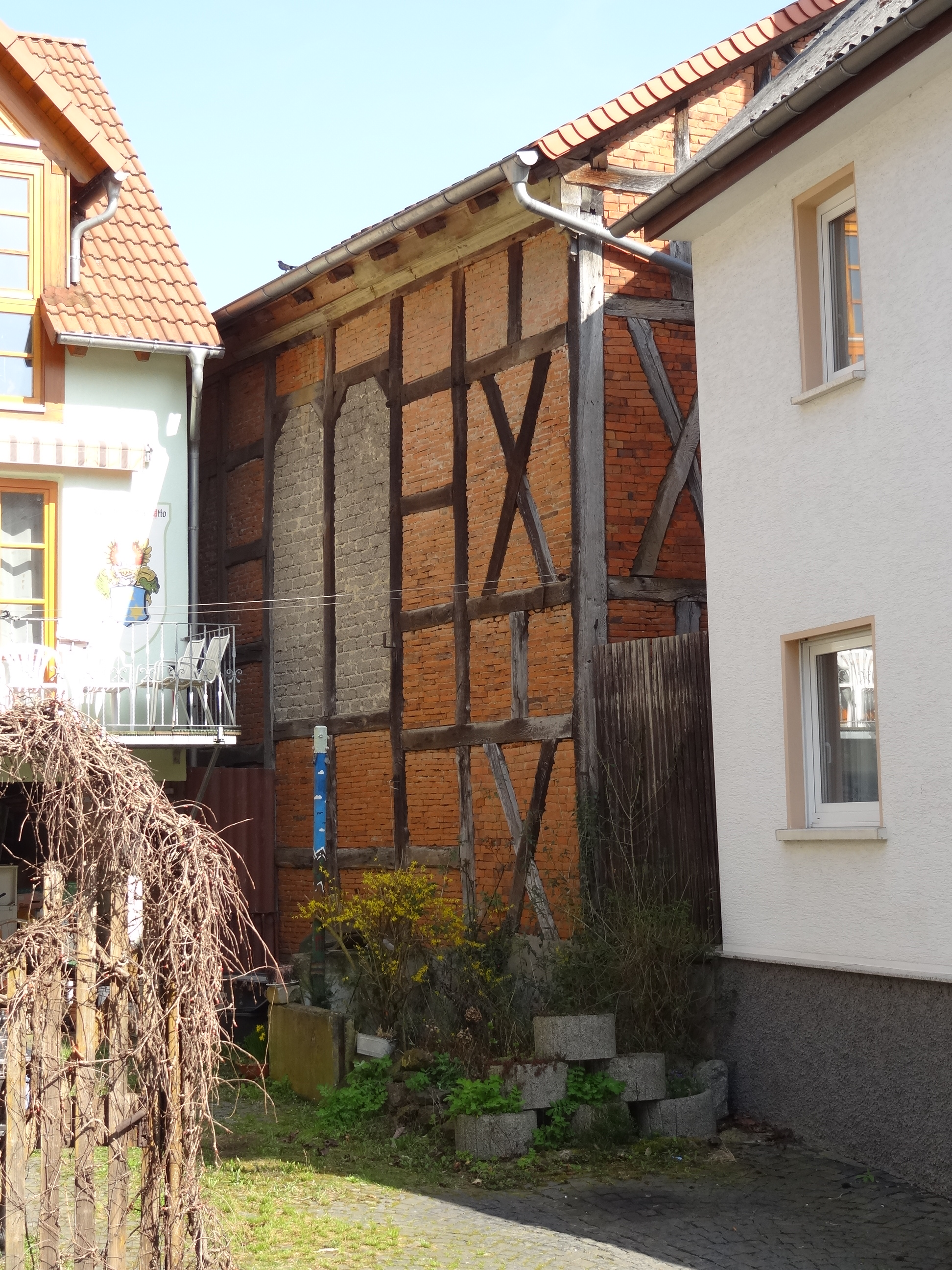
Synagoge in Beuern (Mitte)

Die Synagoge in Beuern, einem Ortsteil der Gemeinde Buseck im Landkreis Gießen in Hessen, wurde um 1855 errichtet. Die profanierte Synagoge an der Untergasse 17 ist ein geschütztes Baudenkmal.

## Geschichte
Eine neue Synagoge wurde um 1855 auf den Grundmauern des abgebrannten Vorgängerbaus errichtet. Der hohe, eingeschossige Fachwerkbau mit Satteldach in Ost-West-Richtung steht auf einem Steinsockel. Zwei hohe Trapezbogenfenster geben dem Inneren Licht. 
Beim Novemberpogrom 1938 wurde die Synagoge im Inneren zerstört. Das Gebäude kam zwischen 1938 und 1940 in den Besitz eines Grundstücksnachbarn und wurde nun als Scheune verwendet. Zu Beginn der 1980er Jahre wurde ein Zwischengeschoss eingebaut.    